# Fred Lipsius
Fred Lipsius (Bronx, 19 novembre 1943) è un sassofonista e arrangiatore della band Blood, Sweat & Tears per cui ha suonato anche il pianoforte.
Ora insegna al Berklee College of Music di Boston.